# 소문의 키스
《소문의 키스》(うわさのキッス)는 TOKIO의 3번째 싱글이다.

## 개요
- 〈うわさのキッス〉는 후지TV 애니메이션 〈キテレツ大百科〉의 8회부터 엔딩 곡으로 사용되었다 (제291화부터 제310화까지 사용).
- 이 싱글은 오리콘 위클리 싱글 차트에서 2위를 기록하였다. 《LOVE YOU ONLY》의 3위를 기록한 이래로, 22번째 싱글 《メッセージ/ひとりぼっちのハブラシ》로 1위를 기록하기까지, TOKIO 판매 기록 중에서는 최고 기록이었다. 동시에 소니 뮤직 재팬 레이블로 발매한 음반 중에서 최고 기록이기도 하다.

## 수록곡
1. うわさのキッス
  - 작사 : 쿠도 테츠오 / 작곡 : 츠시미 류
2. 哀しみのBeliever
  - 작사 : 쿠도 테츠오 / 츠시미 류
3. うわさのキッス (Backing Track)